# Antun Zambela
Antun Zambela, hrvatski pjesnik i bogoslov iz Crne Gore.
Bio je župnik u Perastu.  Objavio je svoj pogled na zavjeru protiv Vicka Bujovića. 
Na mjestu opata peraškog naslijedio je Ivana Krušalu. 1724. godine u Mlecima je objavio svoju knjigu Fondamenti e principali autorità della Divina Scrittura koju je posvetio "uvodu u kršćanski život"  i namijenjenu inovjercima koji su poput Krušale primili "posvećeno mlijeko svete rimske crkve".